# Le Jaune
Le Jaune (francouzsky Žlutá) byla první prakticky použitelná poloztužená vzducholoď. Poprvé vzlétla 13. listopadu 1902, později byla zakoupena armádou a sloužila jako pevnostní vzducholoď.

## Vývoj
Princip poloztužené vzducholodi navrhl Henri Juliot, ředitel cukrovaru, patřícího bratrům Lebaudyům. Návrh jim předal a společně sestojili během dalších let prototyp vzducholodě s pevným kýlem, spojeným pevně s dvojitým obalem nosného tělesa. Pohon zajišťoval spalovací motor Mercedes o výkonu 40 k se dvěma vrtulemi. První let proběhl 13. listopadu 1902 a ukázal úspěšnost konstrukce. Přes zimu konstruktéři vzducholoď dále vylepšili, přidali silnější motor a na jaře podnikli další lety. V červenci 1903 podnikli úspěšný let ve stokilometrových etapách, na trase Moisson-Meaux-Chalon. Při posledním přistání ji ale poryv větru těžce poškodil.
Po opravách vzducholoď koupila armáda, vzducholoď si osobně vyzkoušel i ministr války a podnik bratrů Lebaudyů se stal dodavatelem dalších podobných strojů.

## Technické parametry
- Objem 2 960 m³
- Motor 50 k
- Rychlost 35 km/h